# Григорије Палама
Григорије Палама (грч. Γρηγόριος Παλαμᾶς; Цариград, 1296 — Солун, 14. новембар 1357/1359) је био ромејски теолог, атоски монах и једно време солунски архиепископ. Палама у православној теологији разрађује учење о исихазму и божанским нествореним енергијама.

## Живот
Григорије Палама води порекло из једне племићке малоазијске породице, која је припадала вишем службеничком слоју Византијског царства. Његов отац Константин је био веома побожан и пред смрт се замонашио. Иако су васпитавани на двору и стекли су добро образовање, сва три брата и обе сестре су се повукли у манастир.
Григорије је још као дете долазио у додир са светогорским монасима и мистичким пустињацима. Године 1318. у својој 21. години отишао је на Свету гору. Неколико година касније, под утицајем свога учитеља Григорија Византинца, саградио је себи келију у малом сеоцету код Верије и живео је строго испосничким животом око 5 година, окружен само десетином пустињака. Био је исихаста и велики део живота је провео у потпуном ћутању. Боравио је 5 дана у току седмице сам у својој келији; излазио је само суботом и недељом, када би сишао у манастир Лавру на Богослужења: бденије до јутра и на Литургију, да би се видео са братијом и причестио. Тек 1331. године вратио се у Свету гору и посветио се контемплативном животу у исихији (мировању, ћутању, и молитвеном тиховању). Говорио је да "онима који желе да се потпуно предају молитвеној самоћи, не само што им је неугодно разговарање и општење са мноштвом људи него и са онима који живе на исти начин као и они. То бива зато што се тиме прекида стални и омиљени разговор са Богом, а сабраност ума, којом се одликује унутарњи и истински монах, разбија на два дела а понекад и на више делова."
Кад је настао спор око Варлаамових оптужби, монаси су се обратили Григорију Палами да узме у одбрану њихову ствар. Палама брани исихазам, који су на Атос увели Јован Лествичник и Никифор Исихаста, тврдећи да познање или „виђење“ Бога јесте чин искуства. Између Варлаама и Паламе отпочела је ватрена полемика.
Зар не схваташ да људи који су сједињени са Богом и обожени, који на божански начин усмеравају свој поглед на њега, не виде као ми? Они, на чудесан начин, виде чулом које надилази свако чуло, и умом који надилази сваки ум, јер духовна сила прожима њихове људске способности и омогућује им да виде оно што је изнад нас.— Григорије Палама, Тријаде у одбрану светих исихаста
Григоријеви противници у исихастичком спору шире гласине против њега и цариградски патријарх Јован XIV га затвара на четири године. 1347. године, када је патријарх Исидор дошао на патријаршијски престо, Григорије је ослобођен из затвора и постављен за солунског архиепископа. У Солуну је проводио ноћи у молитви и састављању књига, иако је сматрао да писање омета молитву, јер ствара бригу и расејаност. О томе каже: "Многи од врхунских отаца исихаста нису хтели уопште ништа да пишу, иако су били у стању да изложе врло корисне ствари".
Преминуо је у Солуну 14. новембра 1357. или 1359. године. Неколико година након смрти православна црква га је прогласила за свеца 1368. године. Његове мошти се чувају у цркви Светог Григорија Паламе у Солуну.

## Учење
Паламизам је теологија божанских нестворених енергија. Своје теолошке аргументе против западних схоластичара Палама је формулисао ослањајући се на искуство исихаста, и списе Псевдо-Макарија, Максима Исповедника и Јована Дамаскина.
Григорије Палама разликује теолошке појмове: "ипостас" (υποστασις) и "енергија" (ενεργεια), којима одговарају различити начини сједињења. Јединство по ипостаси, својствено је Исусу Христу; јединство по енергијама или благодат, приступачно је човеку. Јединство по благодати јесте јединство са Богом. Он сматра "таворску светлост" исијавањем божанства и тиме потврђује могућност обожења, супроставивши се метафизичким схватањима о немогућности учешћа у божанској суштини. Таворска светлост је енергија која зрачи из божанске суштине, као изливање Светога Духа, која је нестворена и нема сопствену ипостас. Благодат је изливање Бога из себе, сијање споља божанског невидљивог лика.
Против Варлаама, који је обожење сводио на подражавање Бога, Палама наводи да је обожење стварно учествовање, лично општење са Богом. Благодат је преношење силе божје у наш живот; а спасење је тајанствена промена човека у бога. Али и поред Божијег присуства у нествореним енергијама, тајна божије суштине остаје непозната. Познање значи сједињење са Богом, продирање у унутрашњост Бога колико је допуштено човеку, који никад не може да схвати и исцрпе божанску суштину.
На цариградским саборима 1347. и 1351. године, којима председава цар Јован VI Кантакузин, расправља се о правоверности исихазма и Паламине доктрине. Нека од спорних питања током друге фазе Сабора у јулу 1351. године су била:
1. Постоји ли у Богу разлика између суштине и енергије?
2. Ако постоји, да ли је енергија створена или нестворена?
3. Ако је енергија нестворена, како се може избећи сложеност у Богу?
4. Може ли се на енергију применити назив божанство, а да се избегне дитеизам?
5. Да ли је правилно рећи да суштина надилази енергију?
6. Пошто постоји заједничарење у Богу, да ли је оно заједничарење у суштини или у енергији?[3]

Након подуже расправе, сабор закључује да у Богу постоји разликовање између суштине и енергије и да је божанска енергија нестворена, потврђујући правоверност паламовске доктрине. Ипак, и после сабора се настављају критике, како од православних тако и католичких теолога. Грчки теолог Григорије Акиндин окривљује Григорија Паламу, за мешање природа. Он не допушта разлику између суштине и енергије, што је за њега исто, и негира могућност учествовања или обожења. Католички теолози такође критикују Паламину теорију да подразумева одвајање суштине и енергија у божанству.